# フランク・ブリッジの主題による変奏曲
フランク・ブリッジの主題による変奏曲（Variations on a Theme of Frank Bridge ）作品10は、ベンジャミン・ブリテンが作曲した弦楽オーケストラのための作品。ブリテンの出世作にもなった。

## 概要
ブリテンの師でもある作曲家フランク・ブリッジは、ブリテンの才能を見抜き、世に送り出した人物でもあった。ブリテンとブリッジが出会ったのは、ブリテンが10歳のとき、ヴィオラのレッスンを受けながら作曲の真似事も始めていた頃に、コンサートでブリッジの交響組曲「海」を聴いて衝撃を受けたことがきっかけであった。コンサートの後、ブリテンはブリッジと対面し、彼に作曲のレッスンをしてもらうのは3年後のことであった。そして1928年1月から本格的に作曲のレッスンを始めた。
この作品は1937年の6月から7月にかけて作曲され、師への感謝と賞賛をもって作られた。初演は1938年の8月25日に行なわれ、復興の兆しを見せていたバロック音楽や20世紀の様々な弦楽作品を積極的に演奏していた指揮者ボイド・ニールと、彼が結成したボイド・ニール合奏団の演奏によりオランダのヒルフェルスム放送からオン・エアされ、その2日後にザルツブルク音楽祭で同じ演奏者によりコンサート初演が行なわれている。

## 構成
序奏と主題の提示に続いて、タイトルが付けられた10の変奏（9つの変奏とフーガとフィナーレ）からなる。ブリテンがこの変奏曲の主題に採用したのは、ブリッジの「弦楽四重奏のための3つの牧歌」の第2曲である。演奏時間は約26分。
- 序奏と主題
- 第1変奏 アダージョ
- 第2変奏 行進曲
- 第3変奏 ロマンス
- 第4変奏 イタリア風アリア
- 第5変奏 古典的なブーレ
- 第6変奏 ウィンナ・ワルツ
- 第7変奏 無窮動
- 第8変奏 葬送行進曲
- 第9変奏 聖歌
- フーガとフィナーレ

変奏部分では、様々なスタイルが紙芝居のように次々と現れては消えていき、軽快な音の響きを生かした小品が連なっている。また、数年後に作曲される左手ピアノと管弦楽のための「ディヴァージョンズ」と同じく、連作組曲を得意としたブリテンの筆致が生きる作品であると言える。